# العلاقات الأندورية الفيتنامية
العلاقات الأندورية الفيتنامية هي العلاقات الثنائية التي تجمع بين أندورا وفيتنام.

## مقارنة بين البلدين
هذه مقارنة عامة ومرجعية للدولتين:
| وجه المقارنة                                              | أندورا                                                     | فيتنام           |
| --------------------------------------------------------- | ---------------------------------------------------------- | ---------------- |
| المساحة (كم2)                                             | 468                                                        | 331.69 ألف       |
| عدد السكان (نسمة)                                         | 76.18 ألف                                                  | 94.66 مليون      |
| الكثافة السكانية (ن./كم²)                                 | 16.28 ألف                                                  | 285.39           |
| العاصمة                                                   | أندورا لا فيلا                                             | هانوي            |
| اللغة الرسمية                                             | اللغة الكتالونية                                           | اللغة الفيتنامية |
| العملة                                                    | يورو                                                       | دونغ فيتنامي     |
| الناتج المحلي الإجمالي (بليون دولار)                      | 3.01 مليار                                                 | 234.19 مليار     |
| الناتج المحلي الإجمالي (تعادل القوة الشرائية) بليون دولار |                                                            | 553.42 مليار     |
| الناتج المحلي الإجمالي الاسمي للفرد دولار أمريكي          |                                                            | 2.48 ألف         |
| الناتج المحلي الإجمالي للفرد دولار أمريكي                 |                                                            | 5.63 ألف         |
| مؤشر التنمية البشرية                                      | 0.858                                                      | 0.666            |
| رمز المكالمات الدولي                                      | +376                                                       | +84              |
| رمز الإنترنت                                              | .ad                                                        | .vn              |
| المنطقة الزمنية                                           | ت ع م+01:00، توقيت وسط أوروبا، ت ع م+02:00، أوروبا/أندورا ‏ | ت ع م+07:00      |

## منظمات دولية مشتركة
يشترك البلدان في عضوية مجموعة من المنظمات الدولية، منها:
| علم المنظمة | اسم المنظمة                   | تاريخ انضمام أندورا | تاريخ انضمام فيتنام |
| ----------- | ----------------------------- | ------------------- | ------------------- |
|             | منظمة الشرطة الجنائية الدولية | ?                   | ?                   |
|             | الأمم المتحدة                 | 28 يوليو 1993       | 20 سبتمبر 1977      |
|             | منظمة حظر الأسلحة الكيميائية  | ?                   | ?                   |
|             | يونسكو                        | 20 أكتوبر 1993      | 6 يوليو 1951        |
|             | الاتحاد الدولي للاتصالات      | 12 نوفمبر 1993      | 24 سبتمبر 1951      |

## وصلات خارجية
- موقع وزارة الخارجية الأندورية
- موقع وزارة الخارجية الفيتنامية